# In the Name of Love (chanson de Martin Garrix)
Pour les articles homonymes, voir In the Name of Love.
Singles par Martin Garrix
Oops
(2016) WIEE
(2016)
Singles par Bebe Rexha
No Broken Heart
(2016) I Got You
(2016)
In The Name Of Love est une chanson du producteur et DJ néerlandais Martin Garrix. Le titre est sorti le 29 juillet 2016 en téléchargement numérique sur iTunes. La chanson est écrite par Ruth-Anne Cunningham, Bebe Rexha, Ilsey Juber, Martin Garrix, Matthew Radosevich, Stephen Philibin et Yael Nahar. Le titre est disque de platine dans plus d'une dizaine de pays dont le Royaume-Uni ou les États-Unis et a un disque de diamant en France.

## Liste du format et édition
| 1. | In The Name Of Love (avec Bebe Rexha) | 3:19 |

| 1. | In The Name Of Love (DallasK Remix) | 3:21 |
| 2. | In The Name Of Love (The Him Remix) | 3:29 |
| 3. | In The Name Of Love (Snavs Remix)   | 3:00 |

## Classement hebdomadaire
| Classement (2016)                       | Meilleure position |
| --------------------------------------- | ------------------ |
| Pays-Bas (Nederlandse Top 40)           | 3                  |
| Pays-Bas (Single Top 100)               | 4                  |
| Autriche (Ö3 Austria Top 40)            | 9                  |
| Belgique (Flandre Ultratop 50 Singles)  | 13                 |
| Belgique (Wallonie Ultratop 50 Singles) | 15                 |
| France (SNEP)                           | 26                 |
| Allemagne (Media Control AG)            | 14                 |
| Nouvelle-Zélande (RMNZ)                 | 5                  |
| Suède (Sverigetopplistan)               | 9                  |
| Suisse (Schweizer Hitparade)            | 10                 |
| Royaume-Uni (UK Singles Chart)          | 28                 |
| Royaume-Uni (UK Dance Chart)            | 11                 |
| États-Unis (Hot 100)                    | 24                 |
| Australie (ARIA)                        | 8                  |
| Norvège (VG-lista)                      | 10                 |
| Canada (Hot 100)                        | 19                 |
| Tchéquie (IFPI Rádio)                   | 9                  |
| Tchéquie (IFPI Singles Digitál)         | 6                  |
| Danemark (Hitlisten)                    | 8                  |
| Finlande (Suomen virallinen lista)      | 9                  |
| Hongrie (Rádiós Top 40)                 | 24                 |
| Hongrie (Single Top 40)                 | 11                 |
| Irlande (IRMA)                          | 7                  |
| Italie (FIMI)                           | 10                 |
| Lettonie (Latvijas Radio)               | 17                 |
| Liban (Lebanese Top 20)                 | 13                 |
| Mexique (Regional Mexican Airplay)      | 1                  |
| Pologne (ZPAV)                          | 65                 |
| Portugal (AFP)                          | 7                  |
| Écosse (OCC)                            | 11                 |
| Espagne (PROMUSICAE)                    | 14                 |

## Classement annuel
| Classement (2016)                     | Meilleure position |
| ------------------------------------- | ------------------ |
| Argentine (Monitor Latino)            | 93                 |
| Australie (ARIA)                      | 65                 |
| Autriche (Hitradio Ö3)                | 47                 |
| Belgique (Flandre Ultratop)           | 58                 |
| Belgique (Wallonie Ultratop)          | 77                 |
| Canada (Billboard)                    | 81                 |
| Danemark (Hitlisten)                  | 68                 |
| France (SNEP)                         | 88                 |
| Pays-Bas (Nederlandse Top 40)         | 17                 |
| Pays-Bas (Single Top 100)             | 28                 |
| Royaume-Uni (Official Charts Company) | 60                 |
| Suède (Sverigetopplistan)             | 68                 |
| Suisse (Schweizer Hitparade)          | 69                 |

## Certifications
| Région | Certification | Ventes/Streams                   |
| --- | ------------- | -------------------------------- |
| Allemagne (IFPI) | Platine       | 400 000*                         |
| Australie (ARIA) | 2 × Platine   | 140 000*                         |
| Belgique (BEA) | Platine       | 20 000*                          |
| Brésil (PMB) | 3 × Diamant   | 900 000*                         |
| Canada (Music Canada) | 3 × Platine   | 240 000*                         |
| Danemark (IFPI) | Platine       | 60 000*                          |
| Espagne (PROMUSICAE) | 2 × Platine   | 80 000*                          |
| États-Unis | 3 × Platine   | 3 000 000‡                       |
| France (SNEP) | Diamant       | 35 millions d'équivalent streams |
| Italie (FIMI) | 4 × Platine   | 150 000*                         |
| Mexique (AMPROFOM) | Platine       | 200 000*                         |
| Nouvelle-Zélande (RMNZ) | Platine       | 30 000*                          |
| Pologne (ZPAV) | 4 × Platine   | 80 000*                          |
| Royaume-Uni (BPI) | Platine       | 600 000‡                         |
| Suède | 4 × Platine   | 120 000^                         |
| *Ventes selon la certification ^Mise en rayon selon la certification xNon précisé par la certification ‡ventes/streaming selon la certification |               |                                  |